# (4375) Kiyomori
(4375) Kiyomori (1987 DQ) – planetoida z pasa głównego asteroid okrążająca Słońce w ciągu 3,48 lat w średniej odległości 2,29 j.a. Odkryta 28 lutego 1987 roku.